# Pithira
Pitihra (Patera) fou un estat tributari protegit del tipus zamindari al districte de Saugor o Sagar a les Províncies Centrals, amb una superfície de 311 km², amb 86 pobles i uns ingressos de 2.472 lliures. Tot el zamindari estava situat a la subdivisió de Deori excepte 8 pobles. El 1730 el rajà gond de Gaurjhamar va ocupar Deori, però fou expulsat deu anys després pels marathes i el fill del raja va saquejar el país fin que finalment els marathes van acordar la pau a canvi de donar al raja quatre zamindaris: Pitihra, Muar, Kesli, i Tarara, amb 8 pobles; el raja va morir el 1747; el seu net Kiraj Singh va obtenir també dels marathes un altre zamindari, Ballai, amb 53 pobles. Quan Saugor fou cedida pel peshwa als britànics el 1818, Kiraj Singh va conservar els seus dominis però a la seva mort el 1827 trenta pobles de Ballai foren confiscats, deixant la resta al seu fill Balwant Singh que va tenir residència a Pitihra, a la riba del Narmada, d'uns 800 habitants.